# Gozdni pes
Gozdni pes (znanstveno ime Speothos venaticus) je pes, ki ga najdemo v Srednji in Južni Ameriki. Kljub širokemu območju razširjenosti je zelo redek na večini območij, razen v Surinamu, Gvajani in Peruju;  prvi ga je opisal Peter Wilhelm Lund iz fosilov v brazilskih jamah in je veljal za izumrlega.
Gozdni pes je edina živa vrsta v rodu Speothos in genetski dokazi kažejo, da je njegov najbližji živeči sorodnik grivasti volk (Chrysocyon brachyurus) iz osrednje Južne Amerike ali afriški hijenski pes. Vrsta je navedena kot skoraj ogrožena s strani IUCN.
V Braziliji ga imenujejo cachorro-vinagre in cachorro-do-mato ('grmovni pes'), poznan tudi kot aracambé, jaguacininga, jaguaracambé, janauíra ou januaíra. V špansko govorečih državah ga imenujejo perro vinagre, zorro vinagre, perro de agua in perro de monte.

## Opis
Odrasli gozdni psi imajo mehko dolgo rjavo dlako s svetlejšim rdečkastim odtenkom na glavi, vratu in hrbtu ter košatim repom, medtem ko je spodnja stran temna, včasih s svetlejšim grlom. Mlajši posamezniki pa imajo črno dlako po celem telesu. Odrasli imajo običajno dolžino glave in telesa 57–75 cm, z 12,5–15 cm repom. Imajo plečno višino 20–30 cm in tehtajo 5–8 kg. Imajo kratke noge glede na telo in kratek gobec in relativno majhna ušesa.
Zobje so prilagojeni njegovim mesojedim navadam. Edinstvena za ameriškega psa je zobna formula: 3.1.4.1 in 3.1.4.2 za skupno 38 zob. Gozdni pes je ena od treh vrst kanidov (drugi dve sta rdeči volk in afriški hijenski pes) z ostrim petnim zobom, ki ima eno samo konico na talonidu spodnjega karnasialnega zoba, ki poveča dolžino rezila. Samice imajo štiri pare seskov in oba spola imata velike dišeče žleze na obeh straneh anusa. Gozdni psi imajo delno mrežaste prste, kar jim omogoča učinkovitejše plavanje.

### Genetika
Speothos ima diploidno število kromosomov 74, zato ne more ustvariti plodnih hibridov z drugimi kanidi.

## Razširjenost in življenjski prostor
Gozdne pse najdemo od Kostarike v Srednji Ameriki in skozi večji del Južne Amerike vzhodno od Andov, vse do juga do osrednje Bolivije, Paragvaja in južne Brazilije. V glavnem naseljujejo nižinske gozdove do nadmorske višine 1900 metrov, mokre savane in druge habitate v bližini rek, lahko pa jih najdemo tudi v bolj suhih cerrado in odprtih pašnikih. Zgodovinsko območje razširjenosti te vrste je morda segalo daleč proti severu do Kostarike, kjer je vrsta še vedno v primernem habitatu. Nova, ponavljajoča se opazovanja skupin gozdnih psov so bila zabeležena v vzhodno-osrednji (narodni park Barbilla) in jugovzhodni (mednarodni park La Amistad) Kostariki ter v znatnem delu gorovja Talamanca do 120 km do sever-severozahod in na nadmorski višini do 2119 m. Na najdišču Manzanilla na vzhodni obali Trinidada so bili najdeni zelo nedavni fosili iz let 300 do 900 n. št. (pozna keramična doba).
Obstajajo tri priznane podvrste:
- Južnoameriški gozdni pes (peothos venaticus venaticus), z območjem, ki vključuje južno Kolumbijo in Venezuelo, Gvajane, večino Brazilije, vzhodni Ekvador in Peru, Bolivijo in severni Paragvaj.
- Panamski gozdni pes (Speothos venaticus panamensis), z območjem, ki vključuje Panamo, severno Kolumbijo in Venezuelo, zahodni Ekvador.
- Južni gozdni pes (Speothos venaticus wingei), z območjem razširjenosti, ki vključuje južno Brazilijo in Paragvaj ter skrajni severovzhod Argentine. Prve fotografije te vrste s kamero v Argentini so bile pridobljene aprila 2016 iz zasebnega ekološkega rezervata Selva Paranaense Don Otto, ki je v departmaju Eldorado v provinci Misiones v Argentini[12][13]

## Vedenje
Gozdni psi so mesojedi in lovijo podnevi. Njihov tipičen plen so pace, agutiji, akuči in kapibare, vsi veliki glodavci. Čeprav lahko lovijo sami, so gozdni psi običajno v majhnih krdelih. Psi lahko uničijo veliko večji plen, vključno s pekariji in nanduji, poročali pa so celo, da je trop šestih psov lovil 250 kg težkega tapirja, pri čemer so žival zasledovali in jo grizli po nogah, dokler je niso podrli. Pri lovu na paco jo del tropa lovi na kopnem, del pa jo čaka v vodi, kamor se pogosto umakne.
Zdi se, da so gozdni psi najbolj družna južnoameriška vrsta kanidov. Za zatočišče uporabljajo votle hlode in votline, kot so rovi pasavcev. Tropi so sestavljeni iz enega samega para in njihovih neposrednih sorodnikov ter imajo območje od 3,8 do 10 kvadratnih kilometrov. Pari se le odrasel par, ostali člani tropa pa so podrejeni in pomagajo pri vzgoji in varovanju morebitnih mladičev. Člani tropa so v stiku s pogostim cviljenjem, morda zato, ker je v podrasti, kjer običajno lovijo, slaba vidljivost. Med uživanjem velikega plena se starši postavijo na obeh koncih živali in tako mladičem olajšajo hranjenje.

## Razmnoževanje
Gozdni psi se parijo skozi vse leto; estrus traja do dvanajst dni in se pojavi vsakih 15 do 44 dni. Tako kot mnogi drugi kanidi, parjenje gozdnih psov vključuje kopulacijsko zvezo, med katero so živali sklenjene skupaj. Označevanje z urinom igra pomembno vlogo pri njihovem vedenju pred kopulacijo.
Brejost traja od 65 do 83 dni in običajno povzroči skotitev legla s tremi do šestimi mladiči, čeprav so poročali o večjih leglih do 10. Mladiči se rodijo slepi in nemočni in sprva tehtajo od 125 do 190 gramov. Oči se odprejo po 14 do 19 dneh in kmalu zatem se mladiči prvič pojavijo iz jasli. Mladiči so odstavljeni pri približno štirih tednih in dosežejo spolno zrelost pri enem letu. V ujetništvu lahko živijo do 10 let.

## Ohranjanje
Zelo malo je znanega o gozdnih psih v primerjavi z drugimi psi po svetu in njihovo ohranjanje je še vedno v začetni fazi. Vrsta je tako neobičajna, da je paleontolog Peter Wilhelm Lund, ko so leta 1839 v jami odkrili kosti gozdnega psa, mislil, da so že izumrli. Vendar psi niso izumrli in študije kažejo, da lahko psi živijo v najrazličnejših habitatih in so splošne vrste.
Nekatere ovire za ohranitev gozdnih psov vključujejo njihov gost habitat in zelo razpršeno populacijo, zaradi česar jih je težko locirati, potrebo po zelo velikih območjih, ki jih ljudje ne motijo, za bivanje, ker živijo in lovijo v tropu, ter njihovo zelo sramežljivo naravo. Vrsta je trenutno na seznamu IUCN kot skoraj ogrožena zaradi ocenjene izgube števila za 20–25 odstotkov v zadnjem 12-letnem obdobju. Glavne grožnje gozdnim psom v divjini so po vrstnem redu najpomembnejših: izguba habitata, vključno z razdrobljenostjo, izguba vrst plena zaradi krivolova ljudi in bolezni, ki jih lahko dobijo od domačih psov, na katere naletijo. Vrsta izgube habitata, ki najbolj prizadene gozdne pse, je golosek dreves v Amazoniji in drugih dobrih habitatih za les, govedorejo in palmovo olje. Bolezni domačih psov počasi postajajo vse večja težava, saj si zaradi človeškega posega zdaj več svojega habitata kot kdaj koli prej delijo s potencialno necepljenimi domačimi psi. Lov na divje pse je prepovedan v večini njihovega območja, države, ki prepovedujejo lov na to vrsto, so Kolumbija, Ekvador, Brazilija, Francoska Gvajana, Paragvaj, Peru, Bolivija, Panama in Argentina. V zakonih Gvajane in Surinama ni ničesar, kar bi izrecno prepovedovalo lov na divje pse. Druga težava je, da ima veliko držav, v katerih živi gozdni pes, omejena sredstva za uveljavljanje sprejetih zakonov o divjih živalih.
Znanstveniki uporabljajo številne različne metode, da bi poskušali ustvariti načrt upravljanja za gozdne pse. Tradicionalne pasti s kamerami niso dobro delovale pri ocenjevanju vrst zaradi tega, kako sramežljive so; zato so znanstveniki napotili pse za zaznavanje vonjav, da bi poskušali najti rove grmovnih psov, kjer ponoči počivajo. Upajo, da bodo zbrali boljše podatke o uporabi habitata vrste, o tem, kakšen plen lovijo ter kako in kdaj se mladiči odcepijo od tropa. Obstajajo zavarovana območja, ki obstajajo v celotnem območju divjih psov, kot je biosferni rezervat Yasuni; to bo teoretično lahko podpiralo napajalne populacije. Dobra novica za to vrsto je, da so pred kratkim leta 2020 v gorovju Talamanca v Kostariki pse ujeli na kamere, kar kaže na to, da morda širijo svoje območje razširjenosti proti severu in še višje, kot se je prej mislilo. To bi lahko pomenilo, da če si bodo ljudje prizadevali rešiti gozdne pse, se bo vrsta lahko dobro odzvala in obdržala stalno populacijo ali morda celo povečala število.